# Gerardo de Andrade Ponte
Gerardo de Andrade Ponte (* 1. Dezember 1924 in Fortaleza, Ceará, Brasilien; † 25. Mai 2006 in Fortaleza) war ein brasilianischer Geistlicher und römisch-katholischer Bischof von Patos.

## Leben
Gerardo de Andrade Ponte empfing am 8. Dezember 1948 das Sakrament der  Priesterweihe.
Papst Paul VI. ernannte ihn am 6. Februar 1975 zum Bischof von Petrolina. Die Bischofsweihe spendete ihm der Bischof von Itapipoca, Paulo Eduardo Andrade Ponte, am 17. August desselben Jahres; Mitkonsekratoren waren der KoadjutorErzbischof von Maceió, Miguel Fenelon Câmara Filho, und Manuel Edmilson da Cruz, Weihbischof in Fortaleza.
Papst Johannes Paul II. ernannte ihn am 5. Dezember 1983 zum Bischof von Patos. Am 8. August 2001 nahm Papst Johannes Paul II. seinen altersbedingten Rücktritt an.
Sein Grab befindet sich in der Kathedrale von Patos.